# Тимур Кутлуг-кан
Тимур Кутлуг-кан је био кан Златне хорде од 1395. године до своје смрти 1399. године. Владао је из града Сараја   на доњој Волги , тј. на реци Атхуба .
Био је син кана Беле хорде Тимур-Малика.
Године 1379. кан Токтамиш је убио његовог оца и од тада се борио с њим.
Он је нашао заштитника и савезника у моћном татарском емиру Тамерлану. Тамерлан је 1395. повео поход на Кипчак и у том походу уништио Сарај, престолницу Златне хорде , као и Укек, град на источној обали Волге . Токтамиш је тада био приморан да побегне у град Тјумењ, где је основао канат потпуно независтан од Златне хорде. Тада је Тимур Кутлуг преузео власт у Хорди, која је у томе тренутку обухватала долине река Дон и Волге .
Тамерлан је за то време наставио даље према северу и исте године упада у Русију  . Московски кнез, Василиј I Дмитријевич полази у сусрет томе опасном непријатељу, на челу једне велике војске која се улогорује на обалама Оке. Тамерланова ратна слава улива велику бојазан Русима и предочава им безброј невоља. Али, када је стигао у Јељец, татарски вођа пошао је натраг и не стигавши до Оке. Василиј се тада осмелио у својим односима са Златном хордом и престао чак да јој плаћа данак .
Тамерлан је наставио поход на Кипчак и следеће године .
Године 1399. Тимур Кутлуг је умро, наследио га је Шадибек-кан.